# سرتختغاه (مقاطعة دالاهو)
سرتختغاه (بالفارسية: سرتختگاه) هي قرية تقع في كرمانشاه في إيران. يقدر عدد سكانها بـ 140 نسمة بحسب إحصاء 2016.